# TuS Hofweier
Der Turn- und Sportverein Hofweier, kurz TuS Hofweier, war ein Sportverein aus dem südbadischen Hofweier, der vor allem durch seine Handballer bekannt wurde.

## Geschichte
Im Februar 1928 wurde die Handballabteilung des TuS Hofweier gegründet, in dem bis dahin nur Turnsport betrieben wurde. Im Jahr 1934 spielte man bereits in der damaligen Aufstiegsklasse (heute Bezirksklasse). Von 1939 bis 1945 fand wegen des Zweiten Weltkrieges kein Spielbetrieb statt. Bereits 1945 wurde aber der Spielbetrieb mit einer Mannschaft wiederaufgenommen. 1956 nahm der Verein an der Süddeutschen Feldhandballmeisterschaft teil.
Der TuS Hofweier errang fünf südbadische Meistertitel und hielt sich mehrmals in der damaligen überregionalen Oberliga, sowie zwei Titeln der Jugend.

### Hallenhandball
In den 1960er Jahren fand der große Aufschwung des Vereins statt. 1969/70 stiegen die Hofweirer in die Regionalliga auf. 1972 gewann die 1. Mannschaft in Feld und Halle die südbadische Meisterschaft, sowie die süddeutsche Jugendmeisterschaft (letztes Feldhandballjahr). 1973 blieb Simon Schobel bei einem Besuch der rumänischen Mannschaft Universitatea Cluj nach dem legendären „Fenstersprung“ in Hofweier. Schobel wurde in der Saison 73/74 Spielertrainer und Torschützenkönig, seine Mannschaft Regionalligameister und Aufsteiger in die zweigeteilte Bundesliga. 1975 wurde der Verein Zweitliga-Meister. Im Jahre 1976 wurde Arno Ehret nach den Olympischen Sommerspielen in Montreal mit einem grandiosen Empfang geehrt. 1978 wurden Arno Ehret und Arnulf Meffle als Weltmeister gefeiert. Beim größten Erfolg in der Vereinsgeschichte unter der Führung von dem 1. Vorsitzenden Franz Müller und Abt. Leiter Dietmar Isen – der deutschen Vizemeisterschaft – ließ es sich selbst der damalige Ministerpräsident Lothar Späth nicht nehmen, die erfolgreichen Handballer persönlich zu beglückwünschen.
Die Mannschaft der ersten Stunde und der erfolgreichsten Zeit traf sich noch lange nachher als Traditionsteam Hofweier bei verschiedenen Anlässen.

### Konkurs und Nachfolgeverein
Nach der Saison 1988/89 musste der Verein Konkurs anmelden und stieg in der gleichen Saison auch sportlich nach 15 Jahren aus der Bundesliga ab. Die Handball-Abteilung löste sich aus dem Verein und gründeten den Handballverein Grün-Weiß Hofweier (HGW). Rechtsnachfolger des TuS Hofweier ist der Turnverein Hofweier. Dieser unterhält jedoch keine Handball-Abteilung.

## Bedeutende Spieler
- Arno Ehret (Nationalspieler und -trainer)
- Arnulf Meffle (Nationalspieler)
- Simon Schobel (Nationalspieler und -trainer)
- Gerd Leibiger (Nationalspieler)
- Armin Emrich (Nationalspieler und -trainer)
- Franz Bechler (Nationalspieler)
- Gerhard Gaiser (Nationalspieler)
- Hans-Jürgen Schatz (Nationalspieler)
- Sepp Schienle (Nationalspieler)
- Rainer Bauert (Nationalspieler)
- Thomas Schulz (Nationalspieler)
- Werner Stöckl (rumänischer Nationalspieler)
- Jovica Elezović (jugoslawischer Nationalspieler, Olympiasieger 1984)

Ebenfalls: Erich Junker, Albrecht Jehle, Manfred Fritsch, Torhüter Siegfried Heimburger und die langjährigen Kapitäne Karl-Heinz Schienle und Werner Decker, sowie Abteilungsleiter Dietmar Isen (74–82) und Jugendleiter Edmund Hogenmüller.
1984 konnte mit Nationaltrainer Simon Schobel und den Hofweirer Spielern Arnulf Meffle und Michael Roth der Gewinn der Silbermedaille bei den Olympischen Spielen in Los Angeles gefeiert werden. Auch mit der B - Jugend errang man 1981 unter Trainer Bernhard Zapf die deutsche Meisterschaft.

## Bekannte ehemalige Trainer
- Vitomir Arsenijević
- Arno Ehret
- Sead Hasanefendić[1]
- Ion Popescu
- Simon Schobel